# Rusla
Rusla, anomenada la donzella vermella, fou una guerrera skjaldmö de la Noruega del segle x que apareix esmentada en la Gesta Danorum de Saxo Grammaticus i en els annals irlandesos. Rusla era filla d'un rei viking de Telemark anomenat Rieg i germana de Tesandus (Thrond), que va perdre el tron desposseït per un rei danès anomenat Omund. Rusla va reunir formar una flota vikinga per atacar a totes les naus daneses com a venjança per l'afront al seu germà. Anava sempre acompanyada d'una altra dona (algunes fonts la citen com a germana), Stikla, que era la seva lloctinent en totes les incursions. El nom de Stikla és l'origen de la població noruega de Stiklestad, i es deia d'ella que «preferia l'ambient de la guerra que el matrimoni».
Va atacar indistintament tant naus com ciutats costaneres a Islàndia, Dinamarca i les Illes Britàniques. No obstant això Omund va ser un rei engalipador que va convèncer a Tesandus a prendre partit pels danesos, el va fer fill adoptiu seu i va aconseguir que capturés a la seva germana Rusla, agafant-la per les trenes mentre la seva tripulació la va matar a cops de rem.
Segons la crònica irlandesa Cogad Gáedel re Gallaib el seu sobrenom «donzella vermella» procedeix del gaèlic irlandès Ingean Ruagh, ja que tenia fama de sanguinària i el costum de «no prendre presoners». Els annals irlandesos també citen la seva participació en la batalla de Clontarf (1014) com a part del cos de mercenaris contractats pels vikings que van lluitar contra Brian Boru, i on va perdre als seus fills en el camp de batalla. Rusla va passar a la història com la més cruel de totes les dones nòrdiques guerreres.